# (22151) Davebracy
(22151) Davebracy (2000 WM56) – planetoida z grupy pasa głównego asteroid okrążająca Słońce w ciągu 5,04 lat w średniej odległości 2,94 j.a. Odkryta 21 listopada 2000 roku.